# Mali Izvor, Boljevac
Mali Izvor (izvirno srbsko Мали Извор) je naselje v Srbiji, ki upravno spada pod Občino Boljevac; slednja pa je del Zaječarskega upravnega okraja.

## Demografija
V naselju živi 481 polnoletnih prebivalcev, pri čemer je njihova povprečna starost 47,0 let (45,2 pri moških in 48,8 pri ženskah). Naselje ima 182 gospodinjstev, pri čemer je povprečno število članov na gospodinjstvo 3,10.
Prebivalstvo je večinoma nehomogeno, a v času zadnjih treh popisov je opazno zmanjšanje števila prebivalcev.
|  |

| Demografija | Demografija     | Demografija     |
| Leto        | Št. prebivalcev | Št. prebivalcev |
| ----------- | --------------- | --------------- |
|             |                 |                 |
|             |                 |                 |
|             |                 |                 |
|             |                 |                 |
| 1948        | 1150            |                 |
| 1953        | 1129            |                 |
| 1961        | 1071            |                 |
| 1971        | 928             |                 |
| 1981        | 830             |                 |
| 1991        | 690             | 677             |
| 2002        | 588             | 565             |
|             |                 |                 |

| Etnična sestava po popisu iz leta 2002 | Etnična sestava po popisu iz leta 2002 | Etnična sestava po popisu iz leta 2002 | Etnična sestava po popisu iz leta 2002 | Etnična sestava po popisu iz leta 2002 |
| -------------------------------------- | -------------------------------------- | -------------------------------------- | -------------------------------------- | -------------------------------------- |
| Srbi                                   | Srbi                                   |                                        | 355                                    | 62,83%                                 |
| Vlahi                                  | Vlahi                                  |                                        | 140                                    | 24,77%                                 |
| Romuni                                 | Romuni                                 |                                        | 4                                      | 0,70%                                  |
| Slovenci                               | Slovenci                               |                                        | 1                                      | 0,17%                                  |
| Neznano                                | Neznano                                |                                        | 2                                      | 0,35%                                  |